# Темриц

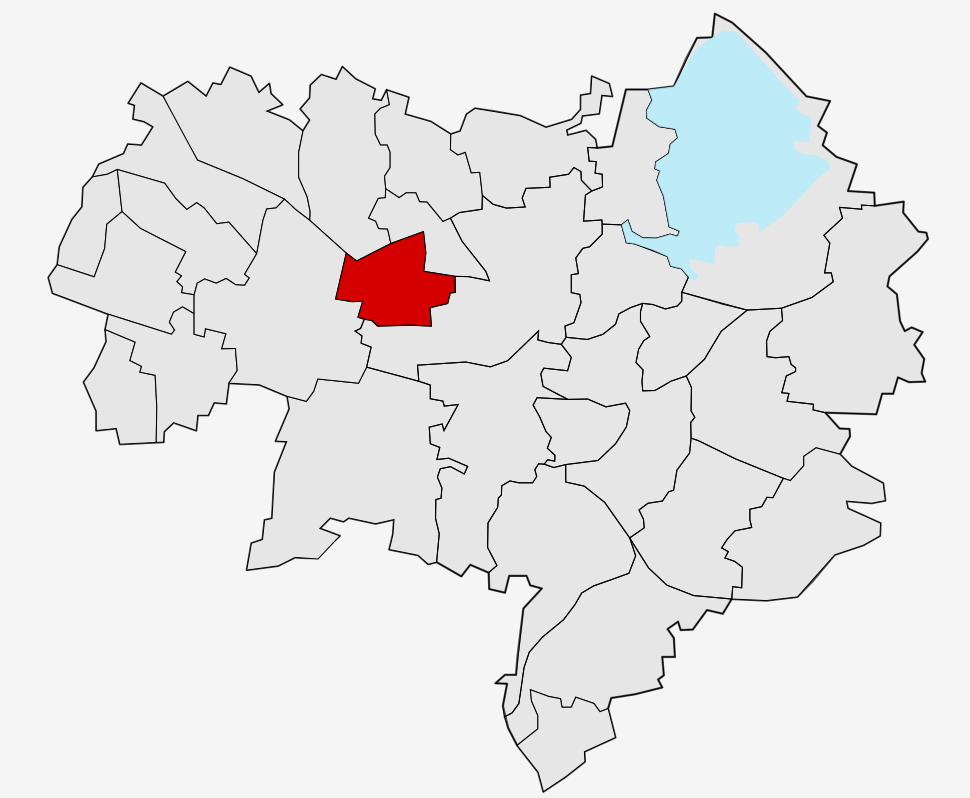
Темриц на городской карте Баутцена

Те́мриц или Че́мерцы (нем. Temritz; в.-луж. Ćemjercyо файле) — сельский населённый пункт в Верхней Лужице, находящийся с 1999 года в городских границах Баутцена, Германия. Район Баутцена.

## География
Находится на берегу притока Шпрее реки Темрицер-Вассер, славянское наименование — Чемерчка (нем. Temritzer Wassers, в.-луж. Ćemjerčka) примерно в четырёх километрах северо-западнее исторического центра Бауцтена. На западе от деревни расположен холм Хорберг, славянское наименование — Тхор (Chorberg, в.-луж. Tchór ) высотой 267,2 метра и на северо-западе — холм Вивальце (нем. Wiwalze, в.-луж. Wiwalca) высотой 250 метров.
На западе от деревни проходит автомобильная дорога Бундесштрассе 96 и на юге — автомагистраль A4. На юго-востоке от деревни — автомобильная развязка «Bautzen-West» автомагистрали А4 и Бундесштрассе 96.
На юго-западе от между холмом Тхор и населённым пунктом находится гравийный карьер, на северо-востоке — бетонный завод «Hentschke Bau» в населённом пункте Нойтайхниц и на северо-западе — Парк динозавров.
Соседние населённые пункты: на севере — деревня Малы-Вельков, на северо-востоке — деревня Нова-Чихоньца, на востоке — деревня Чихоньца, на юге-востоке — деревня Жидов (в составе района Западне-Пшедместо), на юге — деревня Ратарецы (в составе района Счийецы), на западе — деревня Слона-Боршч.

## История
Впервые упоминается в 1225 году под наименованием «Tymericz», с 1582 года — в современной орфографии. С 1936 по 1950 года деревня входила в коммуну Клайнвелька, с 1950 по 1969 года — в коммуну Зальценфорст, с 1969 по 1994 года — в коммуну Зальценфорст-Больбриц, с 1994 по 1999 года — в коммуну Клайнвелька. В 1950 году вошла в границы Баутцена как самостоятельный городской район.
В настоящее время деревня входит в состав культурно-территориальной автономии «Лужицкая поселенческая область», на территории которой действуют законодательные акты земель Саксонии и Бранденбурга, содействующие сохранению лужицких языков и культуры лужичан.
Исторические немецкие наименования
- Tymericz, 1225
- Reinko de Themeriz miles, 1267
- Temeritz, 1272
- Temericz, 1381
- Temeritz, 1419
- Temmericz, 1453
- Temritz, 1582

Историческое серболужицкое наименование
- Ćemjericy[6]

## Население
Официальным языком в населённом пункте, помимо немецкого, является также верхнелужицкий язык.
Согласно статистическому сочинению «Dodawki k statisticy a etnografiji łužickich Serbow» Арношта Муки в 1884 году в деревне проживало 84 человека (из них — 83 лужичанина (91 %)).
| 1834 | 1871 | 1890 | 1910 | 1925 | 2020 |
| ---- | ---- | ---- | ---- | ---- | ---- |
| 93   | 86   | 92   | 76   | 66   | 66   |

## Достопримечательности
Культурные памятники федеральной земли Саксония
Всего в населённом пункте находятся восемь объектов памятников культуры и истории:
| № | Объект                                                                                  | Немецкое наименование                                                                     | Датировка                | Месторасположение                       | Номер объекта в реестре | Фото |
| - | --------------------------------------------------------------------------------------- | ----------------------------------------------------------------------------------------- | ------------------------ | --------------------------------------- | ----------------------- | ---- |
| 1 | Придорожное распятие                                                                    | Betkreuz                                                                                  | 1899                     | На выезде в сторону Баутцена            | 09252292                |      |
| 2 | Придорожное распятие                                                                    | Betkreuz                                                                                  | 1899                     | На выезде в сторону деревни Клайнвелька | 09252296                |      |
| 3 | Придорожное распятие                                                                    | Betkreuz                                                                                  | 1900 год                 | В центре деревни                        | 09252295                |      |
| 4 | Каменный дорожный указатель                                                             | Wegesäule                                                                                 | 1863                     | Neuteichnitzer Straße 2                 | 09252294                |      |
| 5 | Придорожное распятие                                                                    | Betkreuz                                                                                  | 1875                     | В центре деревни                        | 09252293                |      |
| 6 | Жилой дом с конюшней                                                                    | Wohnstallhaus eines Bauernhofes                                                           | 1900                     | Temritz 2                               | 09302890                |      |
| 7 | Жилой дом с хозяйственными постройками и четырёхсторонним двором                        | Wohnhaus und drei Seitengebäude eines Vierseithofes                                       | Вторая половина XIX века | Temritz 4                               | 09253106                |      |
| 8 | Жилой дом с двумя сараями, конюшней, крытым колодцем с насосом в четырёхстороннем дворе | Wohnhaus, zwei Scheunen und Stall eines Vierseithofes, dazu Pumpe mit überdachtem Brunnen | 1787 — 1876              | Temritz 15                              | 09252298                |      |